# Северен целебески бабирус
Северния целебески бабирус (Babyrousa celebensis) е вид средно голям бозайник от семейство Свиневи (Suidae). Среща се в северната част на остров Сулавеси (Целебес) и съседния архипелаг Лембех в Индонезия. В миналото целият род Бабируси (Babyrousa) е обединяван в един вид с няколко подвида, но напоследък те се разглеждат като самостоятелни видове.